# Mastigodryas moratoi
Mastigodryas moratoi — вид змій родини полозових (Colubridae). Мешкає в Бразилії і Гаяні.

## Поширення і екологія
Mastigodryas moratoi відомі з низки місцевостей, розташованих в бразильських штатах Амазонас і Рорайма та на півдні Гаяни, зокрема в долинах Ріу-Негру і Ріу-Бранку. Вони живуть у відкритих сухих саванах лаврадо.